# سمساری (فیلم ۲۰۱۳)
سمساری  (اوکراینی: Ломбард Ломбард) فیلمی ماجرایی و جنایی به کارگردانی لیوبومیر لویتسکی است. اولین نمایش در ۱۹ سپتامبر ۲۰۱۳ در اوکراین برگزار شد.

## داستان
صحنه در زمان حال در شهر انتزاعی لمبرگ اتفاق می‌افتد. تصویر از سه خط داستانی تشکیل شده‌است که هوشمندانه در هم تنیده شده‌اند. شخصیت‌های اصلی - دو پسر لمبرگیایی، مارک و یاشا (دنیس نیکیفوروف و پاولو پیسکون)، خیابان را می‌شناسند و می‌دانند چگونه هر چیزی را که برای زندگی نیاز دارید به دست آورند. مارک یک راهزن نجیب نامید، و یاشا، برعکس، همه چیز با کمک هوش تصمیم می‌گیرد. برادران با گذشتن از پیچ و تاب‌های دشوار در جوانی، شروع به جستجوی ثبات می‌کنند. یکی از آن روزها بود که خبر ارث را می‌گرفتند. آنها در یک مغازه گروفروشی شناخته می‌شوند و صاحب آن در حال حاضر عموی آنها فلیکس است. با رسیدن به گروفروشی برای بچه‌هایشان، مخالفت شدیدی دریافت می‌کنند. مارک و یاشا تصمیم می‌گیرند: هر راهی برای به دست آوردن ارثیه. نظرات آنها متفاوت است و هر کدام طرح خود را ارائه می‌دهند.